# John Forbes Royle
John Forbes Royle   (Kanpur, 1799 - Middlesex, 2 de gener de 1858) va ser un cirurgià, botànic i professor de materia medica britànic. En treballar per a la Companyia Britànica de les Índies Orientals com a assistent cirurgià va començar interessant-se per la botànica i la geologia de les Índies. Va esdevenir administrador del jardí botànic que la Companyia va crear a Saharanpur.
És més conegut per la seva descripció de la flora de l'Himàlaia.

## Obres
- On the Antiquity of Hindu Medicine (1837)
- Illustrations of the Botany and other branches of Natural History of the Himalayan Mountains (1834-1840)
- Flora of Cashmere
- An Essay on the Productive Resources of India (1840)
- On the Culture and Commerce of Cotton in India and Elsewhere (1851)
- The Fibrous Plants of India fitted for Cordage (1855)